# The A Team (singolo)
The A Team è un singolo del cantautore britannico Ed Sheeran, pubblicato il 1º maggio 2011 come primo estratto dal terzo album in studio +.
Il brano ha scalato la Official Singles Chart posizionandosi al terzo posto e vendendo più di 57 000 copie.

## Antefatti
La canzone è stata scritta da Sheeran nel 2010 e inclusa originariamente nell'EP Loose Change, uscito nello stesso anno. L'ispirazione per essa giunse a seguito di un concerto ad un evento per i senzatetto e il testo racconta la storia di una prostituta con dipendenza da crack: 

In un'altra intervista, Sheeran spiega anche il titolo della canzone:
Il ritornello di The A Team è stato utilizzato anche per il brano Little Lady.

## Composizione
Secondo i dati degli spartiti raccolti da EMI Music Publishing, The A Team è composta nella misura di un tempo comune, con un tempo di 170 battiti per minuto. La canzone è scritta in A maggiore; inoltre, l'estensione vocale di Sheeran va da A2 a A4.

## Video musicale
Il video musicale è stato girato e montato da Ruskin Kyle (Rivers Rush Video Production Company), per poi essere caricato su YouTube il 22 aprile 2010. Racconta appunto la storia di una ragazza che vive nelle strade di Londra, ad Angel, impersonificata da Selina McDonald. Inizialmente per guadagnarsi da vivere vende giornali; tuttavia questa sua iniziativa non avrà successo, avendo solo lo stesso Sheeran come cliente.
Più tardi, il dolore non fa che aumentare e quindi sceglie di prostituirsi per potersi permettere il crack; «in un tubo vola fino alla terra madre», come dice il testo della canzone, per poi soccombere alla sua dipendenza (infatti il video inizia con una donna, probabilmente sua madre, che osserva il corpo esanime della ragazza).

## Accoglienza
| Recensione       | Giudizio |
| ---------------- | -------- |
| Contactmusic.com |          |
| Digital Spy      |          |

The A Team fu un successo immediato. Ecco cosa disse Ryan Reed di Billboard in merito:
Mark Moore di Contactmusic.com ha assegnato al singolo un punteggio di 7/10, ritenendo la canzone una «bella traccia melodica fatta di un contenuto lirico oscuro». La critica, inoltre, ha anche lodato la voce di Sheeran. Robert Copsey di Digital Spy, invece, ha dato il punteggio massimo al singolo, affermando che «il concept dell'uomo e della sua chitarra fa molto cliché, ma il suo testo intelligente e la sua voce più morbida della crema di formaggio lo distinguono dalla massa».

## Tracce
Testi e musiche di Ed Sheeran.
CD singolo
1. The A Team – 4:18
2. The A Team (Koan Sound Remix) – 4:39

7"
- Lato A

1. The A Team – 4:18

- Lato B

1. The A Team (Shy FX's Ackee and Saltfish Remix) – 4:28

Download digitale (Europa)
1. The A Team – 4:18
2. The A Team (Shy FX's Ackee and Saltfish Remix) – 4:28
3. The A Team (Koan Sound Remix) – 4:39
4. The A Team (True Tiger Remix) – 3:39
5. The A Team (Acoustic) – 4:01

Download digitale (Stati Uniti)
1. The A Team – 4:18
2. Firefly – 4:15
3. Fall – 2:43
4. Grade 8 (Live from iTunes Festival '11, London) – 3:28
5. Give Me Love – 5:23

## Formazione
- Ed Sheeran – voce, chitarra acustica ed elettrica, coproduzione
- Jake Gosling – pianoforte, strumenti ad arco, programmazione, produzione, registrazione, missaggio
- Christian Wright – mastering

## Classifiche

### Classifiche settimanali
| Classifica (2011-12) | Posizione massima |
| -------------------- | ----------------- |
| Australia            | 2                 |
| Austria              | 19                |
| Belgio (Fiandre)     | 18                |
| Belgio (Vallonia)    | 76                |
| Francia              | 43                |
| Germania             | 9                 |
| Irlanda              | 3                 |
| Norvegia             | 5                 |
| Nuova Zelanda        | 3                 |
| Paesi Bassi          | 2                 |
| Regno Unito          | 3                 |
| Spagna               | 44                |
| Stati Uniti          | 26                |
| Svezia               | 27                |
| Svizzera             | 23                |

### Classifiche di fine anno
| Classifica (2011) | Posizione |
| ----------------- | --------- |
| Australia         | 24        |
| Regno Unito       | 8         |
| Classifica (2012) | Posizione |
| Nuova Zelanda     | 22        |

## Date di pubblicazione
| Paese          | Data di pubblicazione | Formato           | Etichetta        |
| -------------- | --------------------- | ----------------- | ---------------- |
| Regno Unito    | 1º maggio 2011        | Download digitale | Asylum Records   |
| Irlanda        | 12 giugno 2011        | EP digitale       | Asylum Records   |
| Regno Unito    | 12 giugno 2011        | EP digitale       | Asylum Records   |
| 13 giugno 2011 | CD, 7"                |                   | Asylum Records   |
| Stati Uniti    | 6 dicembre 2011       | Download digitale | Warner Music UK  |
| Stati Uniti    | 27 febbraio 2012      | Airplay           | Atlantic Records |